# Evangelische Pfarrkirche Zurndorf

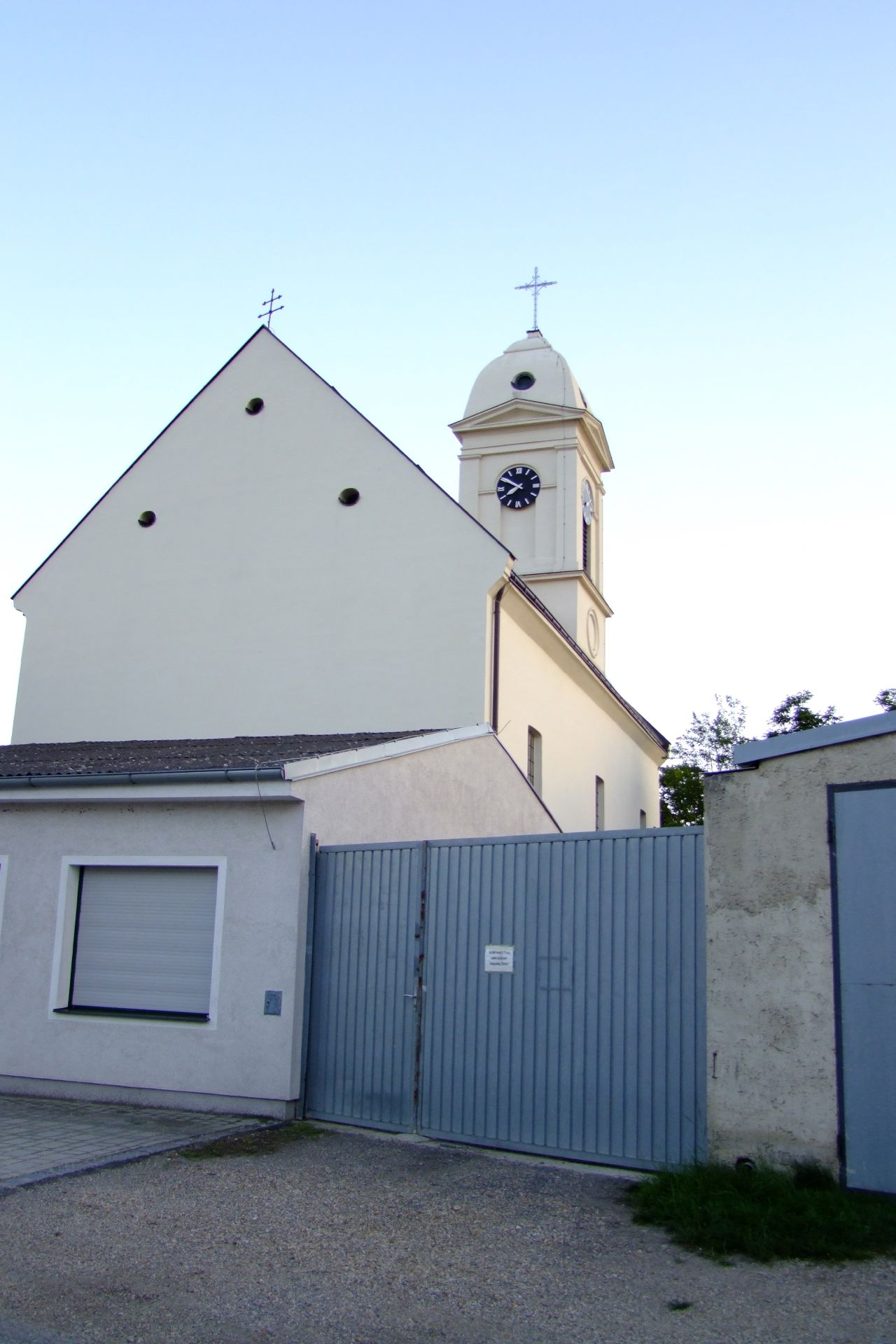
Evangelische Pfarrkirche in Zurndorf

Die evangelisch-lutherische Pfarrkirche Zurndorf steht abseits der Hauptstraße im Ort der Marktgemeinde Zurndorf im Bezirk Neusiedl am See im Burgenland. Die Kirche gehört zur Superintendentur A. B. Burgenland und steht unter Denkmalschutz.

## Geschichte
Die Kirche wurde 1787 erbaut und 1974 außen restauriert.

## Architektur
Der große einschiffige Kirchenbau hat einen vorgesetzten dreigeschoßigen Turm mit einer Pilastergliederung und einem haubenförmigen Helm.
Das dreijochige Langhaus unter Platzlgewölben zwischen Doppelgurten auf Doppelpilastern mit dazwischen zu Nischen gewölbten Seitenwänden. Die Holzempore umläuft das Kirchenschiff an drei Seiten.

## Ausstattung
Der Kanzelaltar aus dem vierten Viertel des 18. Jahrhunderts mit gezogenen ionischen Säulen und Gebälkstücken steht vor der Altarwand und zeigt in einem Rahmen mit Zopfornamentik das Altarbild Jesus in Emmaus, gemalt von F. G. Hertzsch (1784). Die darüberliegende Kanzel zeigt ein Relief Säman am Korb. Auf dem Schalldeckel ist eine Figur Lamm auf einem Volutenpodest.